# Jardin botanique de Buenos Aires
Le Jardin botanique de Buenos Aires, de son nom complet Jardín Botánico Carlos Thays de Buenos Aires, est un jardin botanique qui se trouve en Argentine, à Buenos Aires, dans le quartier de Palermo. Il fut inauguré le 7 septembre 1898. Sa superficie est de 69 772 m², soit près de sept hectares. On trouve dans ce jardin plus de cinq mille cinq cents espèces végétales ainsi que diverses sculptures.

## Localisation
Le Jardin botanique de Buenos Aires se trouve à côté du zoo de Buenos Aires. Il occupe une superficie de huit îlots urbains (ou manzanas) dans un triangle formé par l'Avenida Santa Fe, l'Avenida República Árabe Siria, et l'Avenida General Las Heras (es).

## Histoire
Le jardin fut dessiné par le Franco-argentin Carlos Thays et inauguré le 7 septembre 1898. De 1892 à 1898, durant les années où il fut directeur des Parcs et promenades de la ville de Buenos Aires (Parques y Paseos de la Ciudad de Buenos Aires), Carlos Thays et sa famille vécurent dans la demeure de style anglais qui est située au centre du parc. 

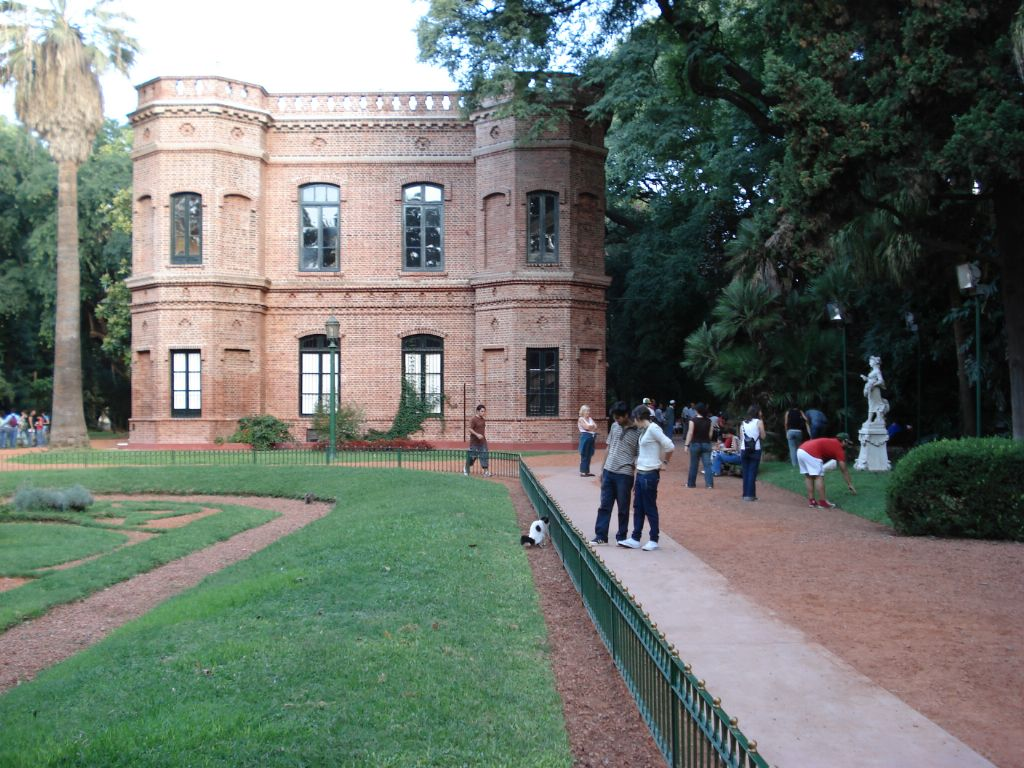

## Remarque
Le Jardin botanique de Buenos Aires n'est pas membre du Botanic Gardens Conservation International ou BGCI. Son code institutionnel est BAJ.